# Meek Mill
Meek Mill, właściwie Robert RahMeek Williams (ur. 6 maja 1987 w Filadelfii) – amerykański raper pochodzący z Filadelfii w stanie Pensylwania. Pierwotnie związany z wytwórnią Grand Hustle Records, a od lutego 2011 r. z Maybach Music Group. W marcu 2011 roku Mill znalazł się na liście Freshman Class of 2011, magazynu XXL.

## Kariera
5 kwietnia 2011 roku ukazał się debiutancki singel rapera pt. "Tupac Back" z udziałem Ricka Rossa. Utwór promował kompilację wytwórni Maybach Music Group pt. Self Made Vol. 1. Tego samego roku wydał kolejny singel "Ima Boss", także z udziałem Rossa. Pierwsza piosenka odniosła umiarkowany sukces plasując się na 31. miejscu notowania Hot R&B/Hip-Hop Songs i na 22. listy Hot Rap Songs. "Ima Boss" okazał się większym sukcesem bowiem osiągnął 22. pozycję na liście Hot R&B/Hip-Hop Songs.
W lutym 2012 roku MTV uplasowało rapera na 7. miejscu listy "Hottest MCs in the Game" (z ang. "Najgorętszych MC w grze (w hip-hopie)). 10 maja 2012 roku raper dołączył do Roc Nation – przedsiębiorstwa rozrywkowego, które zajmuje się menedżmentem i publikacją muzyki. 30 października 2012 roku odbyła się premiera debiutanckiego albumu rapera pt. Dreams and Nightmares. 19 czerwca 2012 r. ukazał się pierwszy singel pt. "Amen", w którym gościnnie wystąpili Jeremih i Drake. Drugi singel pt. "Young & Gettin' It" wydano w październiku 2012 r.
29 czerwca 2015 roku odbyła się premiera drugiego solowego albumu rapera pt. Dreams Worth More Than Money. Wydawnictwo ukazało się nakładem wytwórni  Maybach Music Group, Atlantic Records oraz Dream Chasers Records. Płyta zadebiutowała na szczycie amerykańskiej listy notowań Billboard 200 ze sprzedażą 214 752 egzemplarzy w pierwszym tygodniu.

## Dyskografia
- Dreams and Nightmares (2012)
- Dreams Worth More Than Money (2015)